# Richard Adolf Zsigmondy
Richard Adolf Zsigmondy (1865-1929) là nhà hóa học có hai quốc tịch Đức và Áo (chính xác là quốc tịch Đế quốc Áo-Hung). Ông đoạt Giải Nobel Hóa học vào năm 1925 nhờ việc có những khám phá về các chất keo.